# Ганзен, Анна Васильевна
Анна Васильевна Ганзен (девичья фамилия — Васильева; 8 [20] декабря 1869, Касимов — 2 апреля 1942, Ленинград) — русская переводчица скандинавских писателей, жена датско-русского литературного деятеля, переводчика Петра Ганзена.

## Биография
С 1872 года проживала в Петербурге, окончила с серебряной медалью Литейную гимназию в 1887 году, владела тремя иностранными языками. После окончания гимназии откликнулась на объявление в газете о найме секретаря и помощницы в ведении хозяйства, которое опубликовал Петр Ганзен, также проживавший в то время в Петербурге. Через год они поженились, и Анна, изучив скандинавские языки (датский, шведский и норвежский), стала его деятельной помощницей и соавтором.
Супруги Ганзены перевели на русский язык скандинавских писателей — всего Ханса Кристиана Андерсена (1893—1895), Генрика Ибсена, Кнута Гамсуна, Бьёрнстьерне Бьёрнсона, Сёрена Кьеркегора, Юхана Августа Стриндберга, Карин Микаэлис и др. Свои переводы они подписывали как «А. и П. Ганзен». Удостоены почётного отзыва Пушкинской премии Академии наук (1907) за переводы полного собрания сочинений Г. Ибсена, вышедшего в 1903—1907 годах.
Самостоятельно перевела стихами трагедию Эленшлегера «Ярл Гакон» (отд. изд., 1904), «Генриха V» Шекспира (изд. под ред. С. А. Венгерова), «Тысячу и одну ночь» Хольгера Драхмана (М., 1904), «Комедию любви» и «Пер Гюнт» Ибсена (М., 1904—1905) и др.
После Октябрьской революции осталась в Советской России. Член редколлегии, редактор издательства «Всемирная литература» (1919—1925), секретарь совета Всероссийского общества переводчиков-литераторов (1919—1923), член правления и казначей петроградского/ленинградского отдела Всероссийского союза писателей (1920—1932).
Умерла в блокадном Ленинграде в своей квартире на Васильевском острове. Похоронена в братской могиле на Пискарёвском кладбище. На Смоленском кладбище, в одной ограде с могилой рано умершего Владимира Петровича Ганзена, устроен кенотаф.

## Дети
- Лев Петрович Ганзен
- Владимир Петрович Ганзен
- Марианна Петровна Ганзен-Кожевникова[7]
- Эммануил Петрович Ганзен
- падчерица — Ольга Петровна Ганзен

Потомок — Кожевников, Пётр Валерьевич.